# Folkriksdag
Folkriksdag var namnet på de sammankomster, som 1893 och 1896 hölls i Stockholm av utsedda delegater i syfte att framtvinga allmän rösträtt i Sverige.

## Bakgrund
Tanken på en arbetarriksdag hade sedan en tid funnits inom arbetarrörelsen. På en kongress i Norrköping 1891 diskuterades tankarna livligt. Diskussionerna resulterade i att förtroendemännen fick i uppdrag att anordna en folkriksdag i Stockholm parallellt med 1893 års riksdag, där även liberalerna skulle inbjudas att delta. Under samma tid pågick nämligen inom den liberala rörelsen avancerade planer på att driva igenom en mer demokratisk representation i riksdagen. 
Den liberala rösträttsrörelsen tackade emellertid nej till inbjudan. Snart visade det sig att liberalerna var splittrade. Det som fick de båda politiska lägren att enas om en folkriksdag var den planerade värnplikten på 90 dagar. Den logiska frågan ställdes: Vilken moralisk rätt har staten att kräva militärtjänst av någon som inte ens har rösträtt?
En allmän folkomröstning anordnades, och det visade sig att 205 000 myndiga män och kvinnor önskade en folkriksdag. Resultatet ansågs så övertygande att kallelserna till val av ledamöter sattes igång enligt Norrköpingsbeslutet. Varje län bildade en valkrets – de större städerna en egen. 
Från konservativt håll kallades den process som nu dragits gång för ”folkriksdagsspektaklet”, och man menade att ”dörren öppnades” för anarki och stor samhällsfara.

## Folkriksdagen 1893
Den 13 mars 1893 öppnades den första folkriksdagen med 123 ombud från hela Sverige. Bredden på yrkes- och klasstillhörighet var stor och helt annorlunda sammansatt än den officiella riksdagen. Till ordförande valdes Julius Mankell. 42 motioner behandlades. Huvudpunkten var den deputation som utsågs att överlämna folkriksdagens beslut till statsministern. Det innehöll ett krav på en radikal ändring av folkrepresentationen, och att det inte räckte med att inkomstkraven för att få rösta i kommunalvalet sänktes.
Statsminister Boström tog inte emot deputationen. Han sade sig inte känna till andra representanter för svenska folket än den riksdag som grundlagen angav. Particheferna i första kammaren avvisade på samma sätt delegaterna. Andra kammarens ledare tog emot dem, men lovade inte att agera för saken. 
Den sista fredliga utvägen var att uppvakta kungen. Oscar II tog emot ombuden och lät dem läsa upp sin underdånigt formulerade skrivelse. Svaret blev att Sveriges grundlag var hans rättesnöre. Skulle den ändras var det en sak mellan honom och riksdagen.
Folkriksdagen insåg att för tillfället var det omöjligt att nå målet utan stridsåtgärder (strejker, skatte- och mönstringsvägran), vilket liberalerna var motståndare till. Med en uppmaning att verka för saken på sina respektive orter. En ny folkriksdag utlystes till 1896.

## Folkriksdagen 1896
1896 års folkriksdag präglades av svåra motsättningar mellan liberalerna och socialdemokraterna. En viktig anledning till detta var att socialdemokraterna pläderade för en storstrejk för att tvinga fram allmän rösträtt. Liberalerna motsatte sig och förhandlingarna gick i stå. Efter några slitsamma dagar enades man om att utlysa ytterligare en riksdag 1899. På den socialdemokratiska partikongressen året därpå beslöts att inte delta i riksdagen 1899. Liberalerna å sin sida formulerade en rösträttspetition som resulterade i bildandet av det liberala samlingspartiet.